# Hans Friis (maler)
 Der er flere personer med dette navn, se Hans Friis.
Hans Gabriel Friis (født 7. september 1839 på Skovgaard ved Hobro, død 20. juli 1892 på Skovly, Orenæs på Falster) var en dansk landskabsmaler.
Hans Friis er søn af landmand Frederik Friis (1796-1882) til Skovgaard ved Hobro og Christiane Frederikke født Lautrup (1806 – 1879). Han kom i malerlære i København 1856 og blev svend 1860, medens han samtidig besøgte Kunstakademiet. 
Da han på grund af svagt helbred ikke kunne tåle håndværket og havde udpræget lyst til at blive kunstner, søgte han erhverv som fotograf og senere som dekorationsmaler, samtidig med at han uddannede sig til kunstner hos F.C. Lund og A. Kittendorff (sikkert Adolph Kittendorff), og da landskabsmaleriet især tiltrak ham, studerede han flittig efter naturen og påvirkedes en del af P.C. Skovgaard, særlig medens han i 1866 boede en vinter i dennes hus. 
Han begyndte at udstille 1863, først især billeder fra Jyllands heder, senere sjællandske skovegne og i en hel årrække motiver fra Falster, hvor han selv, for at leve i naturens omgivelser, havde købt sig en ejendom. Siden den tid har han malet adskillige billeder fra vintertiden og efteråret, men han synes dog med forkærlighed at være forårets og den friske forsommers maler.
Den Kongelige Malerisamling ejer et billede fra Jyllands heder fra hans ungdomstid, et vinterbillede og et forårsbillede. Et større billede af megen virkning var Efteraarsmorgen ved Solopgang (1871). Friis blev i 1879 gift med Augusta Hildeborg Schack (født 1853), datter af pastor Tage Schack i Herstedøster og Hildeborg født Bruun.

## Billeder
| - Værker af Hans Friis - Morgenstemning med får ved en stendysse, 1864 - Udsigt over heden ved Pårup nær Silkeborg, 1868 - Ved en mølledam. Vinter. 1875 - Forårslandskab med regnbyger Sydsjælland, 1879 - Sommerlandskab ved Hvidkilde Herregård, 1879 - Skovparti med bro, 1885 |

| - Vinterbillede. Fra udkanten af en skov ved solnedgang, 1887 - Ved Klitmøller. Sommerdag, 1891 - Kystlandskab på Falster. Senest 1892 - Strandparti med båd og fiskerkone. Senest 1892 - Bro i landskab. Senest 1892 |